# تاس (وسیله بازی)

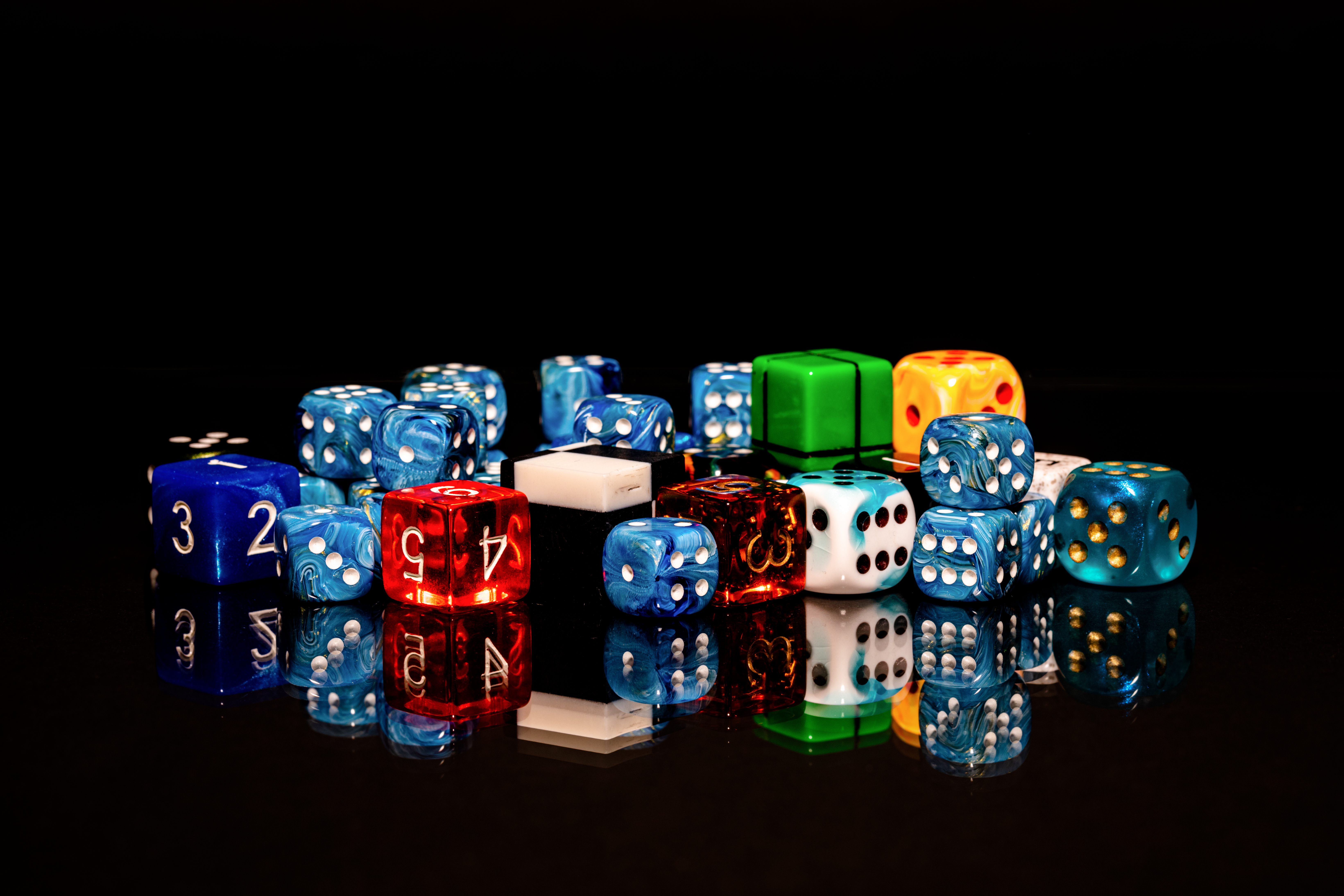
انواع تاس

تاس یا طاس یک جسم هندسی است که در انواع بازی‌ها از آن استفاده می‌شود.
تاس را معمولاً از پلاستیک، چوب، سنگ یا سنگ قیمتی و به شکل مکعب درست می‌کنند و در هر وجه آن یکی از شماره‌های ۱ تا ۶ را به صورت خال‌هایی فرورفته کنده‌کاری می‌کنند. تاس را گاه به شکل‌های دیگری غیر از مکعب هم درست می‌کنند.
از تاس اغلب برای تولید اعداد تصادفی استفاده می گردد.
امروزه اغلب مجموع اعداد وجوه مقابل تاس ها برابر با ۷ است؛ به این ترتیب ۱ در مقابل ۶، ۲ در مقابل ۵، و ۳ در مقابل ۴ قرار می گیرد.

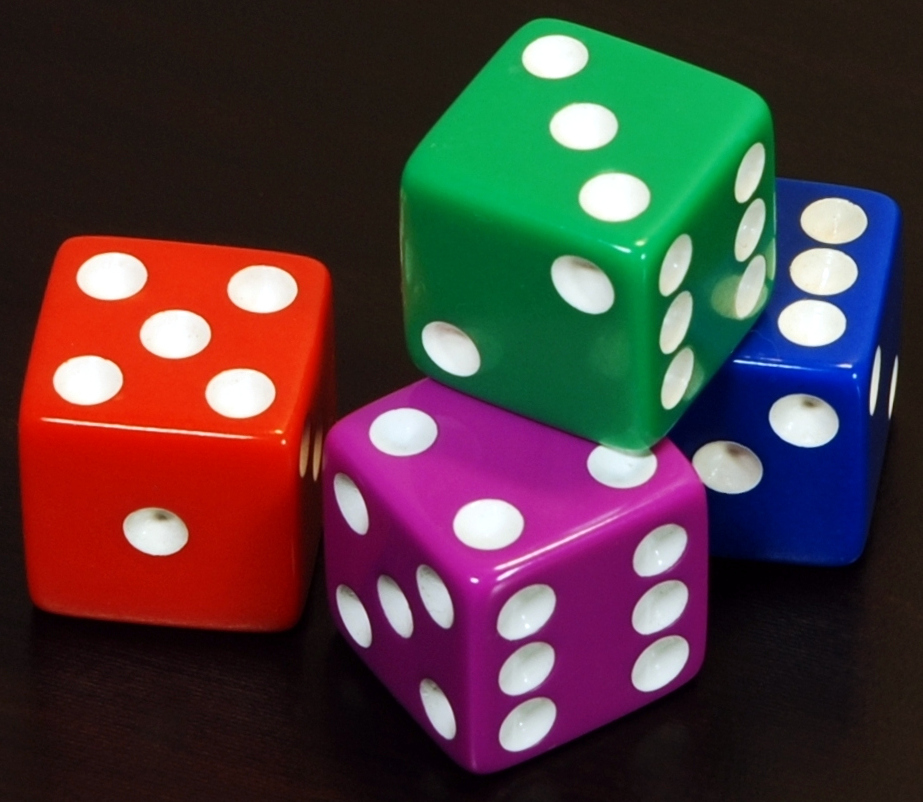

## واژه تاس
تاس :ظرف آب حمام
تاس/طاس: این واژه فارسی است و طبعاً املای آن بایستی تاس باشد. اما در متون قدیم غالباً به صورت معرب آن طاس آمده است. البته هر دو صورت صحیح است ولی امروزه بهتر است که به صورت تاس نوشته شود.
( غلط ننویسیم ، ابوالحسن نجفی ، چاپ نهم ۱۳۷۸ ص ۹۸.)
[۱]

## تاریخچه

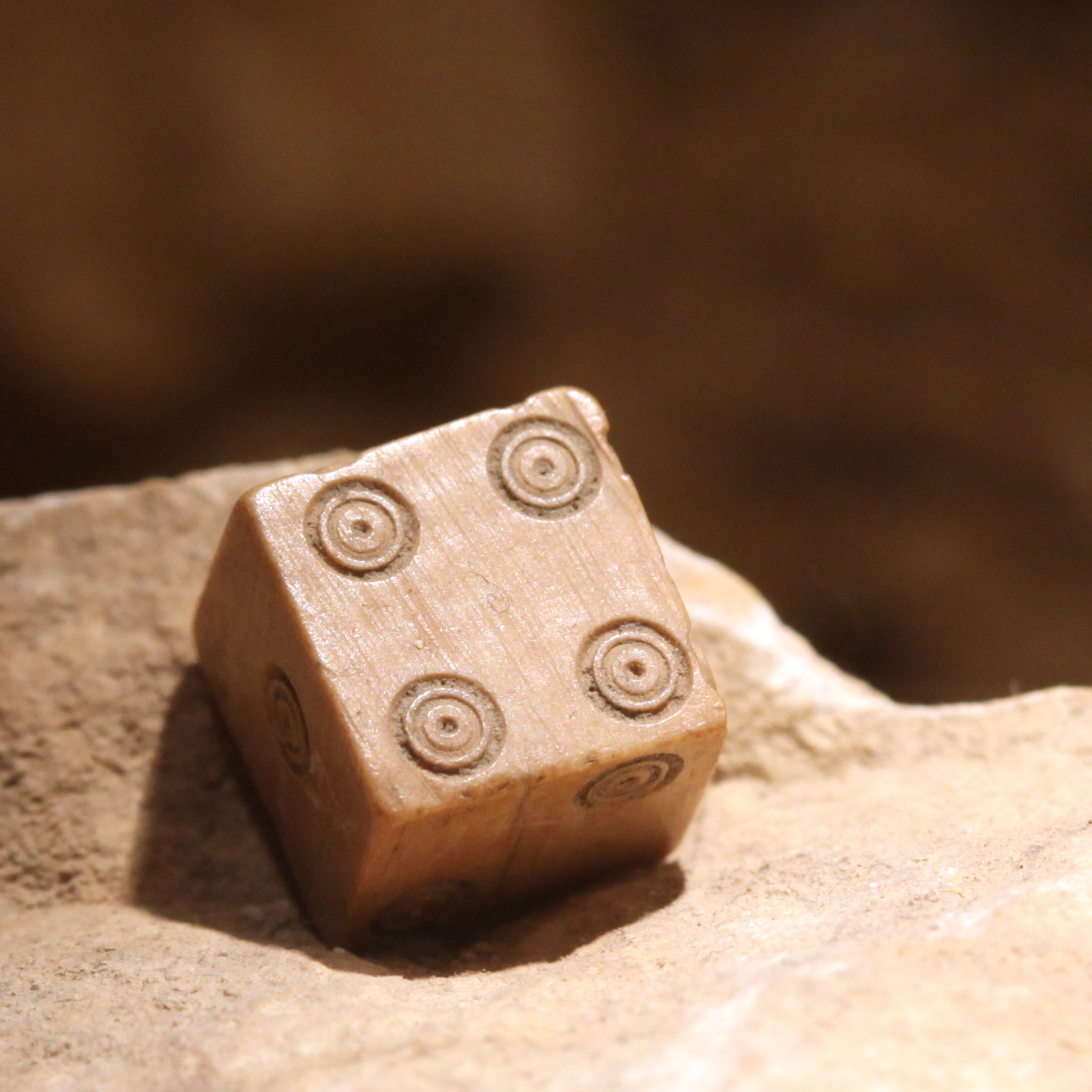
یک تاس رومی در موزه رومن ویدی

قدیمی ترین تاس  در شهر سوخته کشف شد 
این تخته نرد از چوب آبنوس و به شکل مستطیل است. روی این تخته نرد، ماری که ۲۰ بار به دور خود حلقه زده و دمش را در دهان گرفته، نقش بسته است. این تخته نرد ۲۰ خانه بازی و ۶۰ مهره دارد. مهره های تاس که در یک ظرف سفالی در کنار تخت نرد قرار داشتند از سنگ های رایج در شهر سوخته یعنی از لاجورد، عقیق و فیروزه است.[۲]

## بازی‌های انجام پذیر با تاس

Paschier Joostens, De Alea, 1642

- تخته‌نرد
- مونوپولی
- منچ
- مار و پله
- راز جنگل
- روپولی
- ایرو پولی
- و...